# Heresankh (N 2456)
La statua di Heresankh (N 2456) è un'antica statua egizia frammentaria raffigurante la sacerdotessa Heresankh (330/29–264/3 a.C.), nata durante la dominazione di Alessandro Magno come faraone d'Egitto e morta probabilmente durante il 22º anno di regno di Tolomeo II della Dinastia tolemaica.
Si tratta di uno dei pochi esemplari di statua di una donna non regale d'epoca tolemaica la cui provenienza sia certa. Difatti Heresankh apparteneva alla famiglia del Sommo sacerdote di Ptah; Ptah era il grande dio-creatore la cui incarnazione vivente, il toro Api, era sepolta a Saqqara. Il padre di Heresankh si chiamava Neferibra e aveva i prestigiosi titoli di "padre del dio, profeta, maestro dei segreti del Serapeo, dell'Osireion di Rutisut e dell'Anubeion". La stessa Heresankh aveva i titoli sacerdotali di "suonatrice del perfetto sistro di Min signore di Senut, sacerdotessa di Iside e di Nefti del Serapeo, dell'Osireion di Rutisut e dell'Anubeion, sacerdotessa della figlia del re Filotera". La principessa Filotera in questione (315/10–282/68 a.C.) era la secondogenita del faraone Tolomeo I e della regina Berenice I e sorella della deificata Arsinoe II: Heresankh fu responsabile del suo culto funerario.
I suoi titoli compaiono sul pilastro dorsale della statua in questione e terminano sul suo lato sinistro. Questa scultura di Heresankh fornisce inoltre preziose informazioni sulla statuaria femminile privata dell'epoca: le braccia distese lungo i fianchi senza impugnare alcunché sembrano tipiche di questo genere di committenza.